# Президентская кампания Дональда Трампа (2024)
Президентская кампания Дональда Трампа (2024) — предвыборная кампания бывшего 45-го (2017—2021) и текущего 47-го (с 2025) президента США, кандидата в президенты от Республиканской партии на выборах президента Соединённых Штатов в 2024 году.
По официальным данным, на президентских выборах 2020 года Трамп уступил кандидату от Демократической партии и 46-му президенту США Джо Байдену. В феврале 2021 года в своей речи в рамках Конференции консервативных политических действий Трамп намекнул, что, возможно, будет вновь баллотироваться на пост президента в 2024 году. В следующем месяце, агентство Bloomberg сообщило, что Трамп «решительно рассматривает возможность ещё раз баллотироваться на пост президента в 2024 году», но, вероятно, официально не объявит о своей кандидатуре до лета 2023 года. В ходе президентства Байдена Трамп неоднократно делал заявления, интерпретируемые экспертами как намёки на то, что он вновь намерен баллотироваться в 2024 году.
15 ноября 2022 года 45-й президент США Дональд Трамп объявил о начале своей предвыборной кампании, нацеленной на президентские выборы 2024 года. Заявление получило широкое освещение в средствах массовой информации и неоднозначную реакцию как со стороны демократов, так и республиканцев. Часть демократов приветствовала выдвижение, считая Трампа уязвимым кандидатом, в то время как другие выступили против начала кампании, ссылаясь на возможные негативные последствия для демократии. Некоторые республиканцы, сторонники Трампа, приветствовали его выдвижение, в то время как другие выступили против, рассматривая 45-го президента США как слабого и непривлекательного кандидата, обвиняя его в партийных неудачах последних нескольких избирательных циклов.
После победы на выборах Трамп побил рекорд Байдена как самого пожилого кандидата, когда-либо избранного на пост президента, и стал первым президентом, проигравшим последующие выборы, а затем победившим на следующих со времён Гровера Кливленда в 1892 году, а также вторым президентом после Гровера Кливленда, которому было присвоено два порядковых номера.

## Предыстория

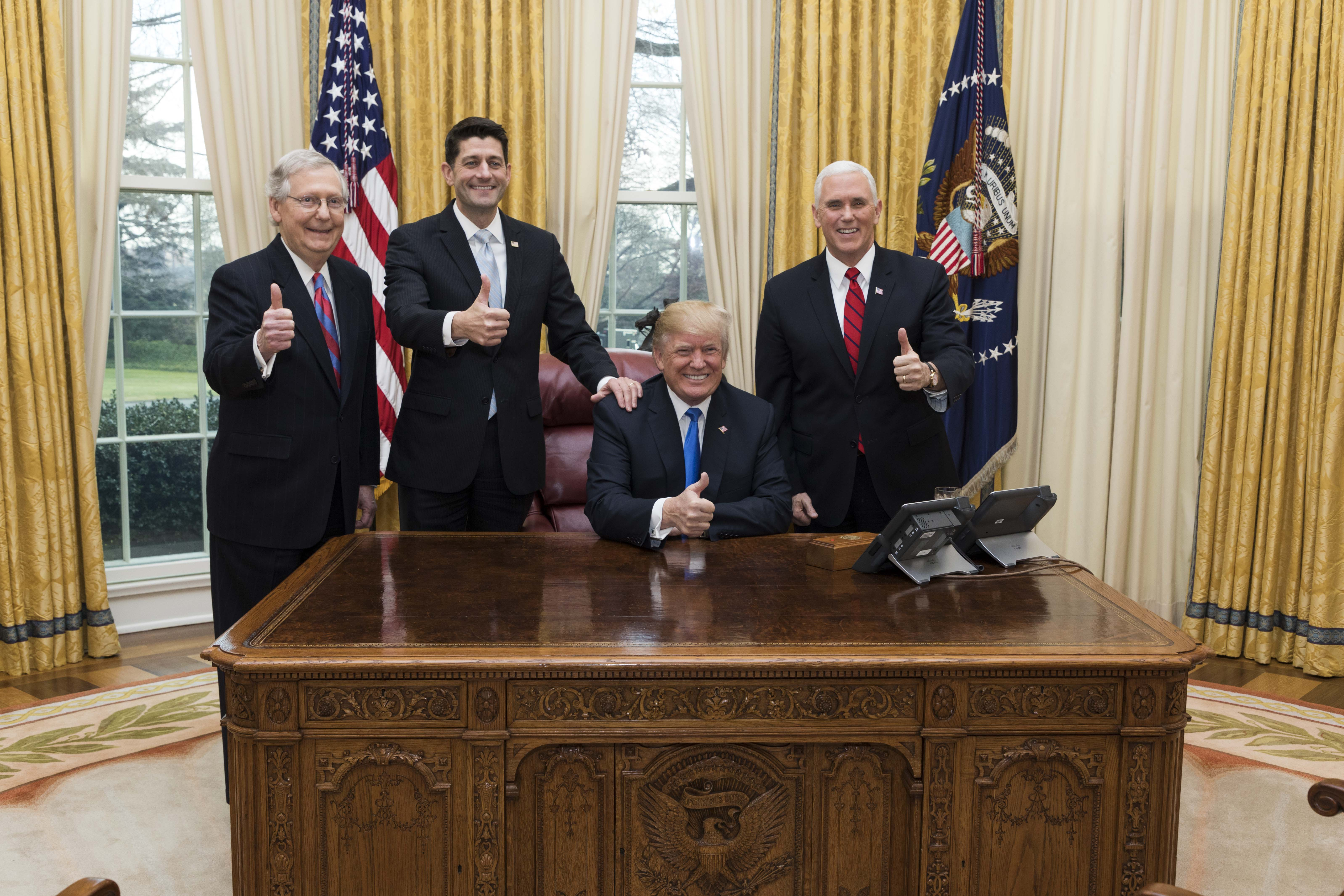
Слева направо: Митч Макконнелл, Пол Райан, Дональд Трамп и Майк Пенс (2017)

В начале своей предвыборной кампании в 2016 году Трамп не воспринимался как серьёзный претендент на пост президента США. Формально он баллотировался от Республиканской партии, однако ещё в период предвыборной кампании его характеризовали как «несистемного» политика. В итоге как в нижней, так и в верхней палатах Конгресса были противники Трампа, которые не поддерживали инициативы президента, выступали против его решений, участвовали в двухпартийных инициативах по ограничению президентских полномочий, а также голосовали против Трампа в ходе импичмента (среди них — Митт Ромни, Лиз Чейни). За четыре года президентства Трампа наблюдалась наиболее динамичная ротация кадров, некоторые лица не задерживались на своих местах больше месяца.
Дональд Трамп остался в истории как единственный президент, в отношении которого дважды запускалась процедура импичмента. В первый раз 45-го президента США обвиняли в том, что он шантажировал президента Украины Владимира Зеленского для достижения собственных внутриполитических целей. Хотя формально Трамп был оправдан, он потерял часть республиканской поддержки в Сенате. Обвинения второго импичмента были связаны с беспорядками и атакой на Капитолий в начале января 2021 года, в ходе которых погибли несколько полицейских и протестующих. По результатам голосования Трамп был вновь оправдан.
После поражения на выборах в 2020 году Трамп, в отличие от большинства предыдущих президентов, оставался в центре внимания. Блокировка аккаунтов в «Twitter» и «Facebook» существенно ограничила его сетевую активность, но не вытеснила из информационного пространства. Трамп регулярно напоминал американцам о том, что ждёт пересмотра результатов голосования Верховным судом и надеется вернуться в Белый дом уже к августу 2021 года, несмотря на то, что достаточных юридических и конституционных оснований для этого не было. 
На протяжении всего президентства популярность Дональда Трампа среди американцев колебалась от 35 до 49 %, в среднем составляя 41 %. Через сто дней после его ухода из Белого дома американское общество было почти поровну расколото в своём отношении к 45-му президенту: 45 % оценивали его положительно, а 49% — негативно.

## История предвыборной гонки

### 2022 год

#### Объявление о начале кампании
15 ноября 2022 года Дональд Трамп объявил о выдвижении своей кандидатуры на пост президента США следующим образом:

«Чтобы снова сделать Америку великой и славной, сегодня вечером я выдвигаю свою кандидатуру на пост президента Соединённых Штатов».

Речь бывшего президента продолжалась около часа. На ней присутствовали жена Трампа и бывшая первая леди Мелания, сыновья Трампа Бэррон и Эрик, жена Эрика Лара и зять Трампа Джаред Кушнер. Кроме того, в Мар-а-Лаго присутствовали Роджер Стоун, Рассел Воут, Хоган Гидли, Майк Линделл, Джейсон Миллер и другие представители американского политического класса.
В рамках проведения своей предвыборной кампании, Трамп представил избирателям свою политическую программу действий, названную Агенда 47. Это название связано с тем, что в случае победы Трамп станет 47-м президентом Соединённых Штатов.

#### В начале кампании
В середине ноября кампания Трампа выпустила коллекцию цифровых коллекционных NFT-карточек, на которых он изображен в различных обличьях, включая супергероя, астронавта и водителя гонок NASCAR. Трамп написал в «Truth Social», что токены с его изображением «станут отличным подарком к Рождеству». Стоимость одной карточки составила 99 долларов. Покупатели также имели возможность поучаствовать в розыгрыше призов, таких как гала-ужин или игра в гольф с 45-м президентом США.

### 2023 год
28 января 2023 года состоялись первые предвыборные митинги Трампа в Нью-Гэмпшире и Южной Каролине. В марте, отвечая на вопросы Такера Карлсона, заданные нескольким кандидатам в президенты от республиканцев, Дональд Трамп заявил, что военные действия на Украине гораздо важнее для Европы, чем для США. По его словам, если бы он был в Белом доме, то Россия не напала бы на Украину. Трамп, как и его соперник по предвыборной гонке Десантис, назвал поддержку США Украины пустой тратой ресурсов и заявил, что необходимо уделять больше внимания внутренним проблемам.
25 марта состоялся митинг Трампа в Уэйко, штат Техас. 45-й президент США высказал предположение, что во вторник (28 марта) его арестуют, и призвал своих сторонников к протестам. Трамп заявил, что вся его личная, финансовая и деловая жизнь была перевернута с ног на голову и препарирована.

### 2024 год
В апреле 2024 года Дональд Трамп, собрав 71 млн долларов, впервые обошёл Джо Байдена, получившего 51 млн долларов.
23 мая 2024 года Дональд Трамп заявил, что в случае своей победы на выборах воспользуется своими отношениями с президентом России Владимиром Путиным, чтобы освободить репортера «The Wall Street Journal» Эвана Гершковича из российской тюрьмы. По его словам, глава РФ сделает это для него и ни для кого другого. Предвыборный штаб Джо Байдена высмеял это утверждение.

#### Судебные обвинения
30 марта окружной прокурор Манхэттена Элвин Брэгг вместе с большим жюри вынес обвинительное заключение против Трампа. Его полное содержание станет известно после оглашения. В частности, предполагается, что 45-й президент причастен к выплате 130 тысяч $ порноактрисе Сторми Дэниелс, которая согласилась не разглашать информацию о связи с Трампом в преддверии президентских выборов 2016 года.

#### Покушение
13 июля на предвыборном митинге в Пенсильвании Дональд Трамп получил ранение в ухо. Стрельба раздалась в момент, когда экс-президент и кандидат на переизбрание главой государства выступал перед собравшимися.

#### Национальный съезд Республиканской партии

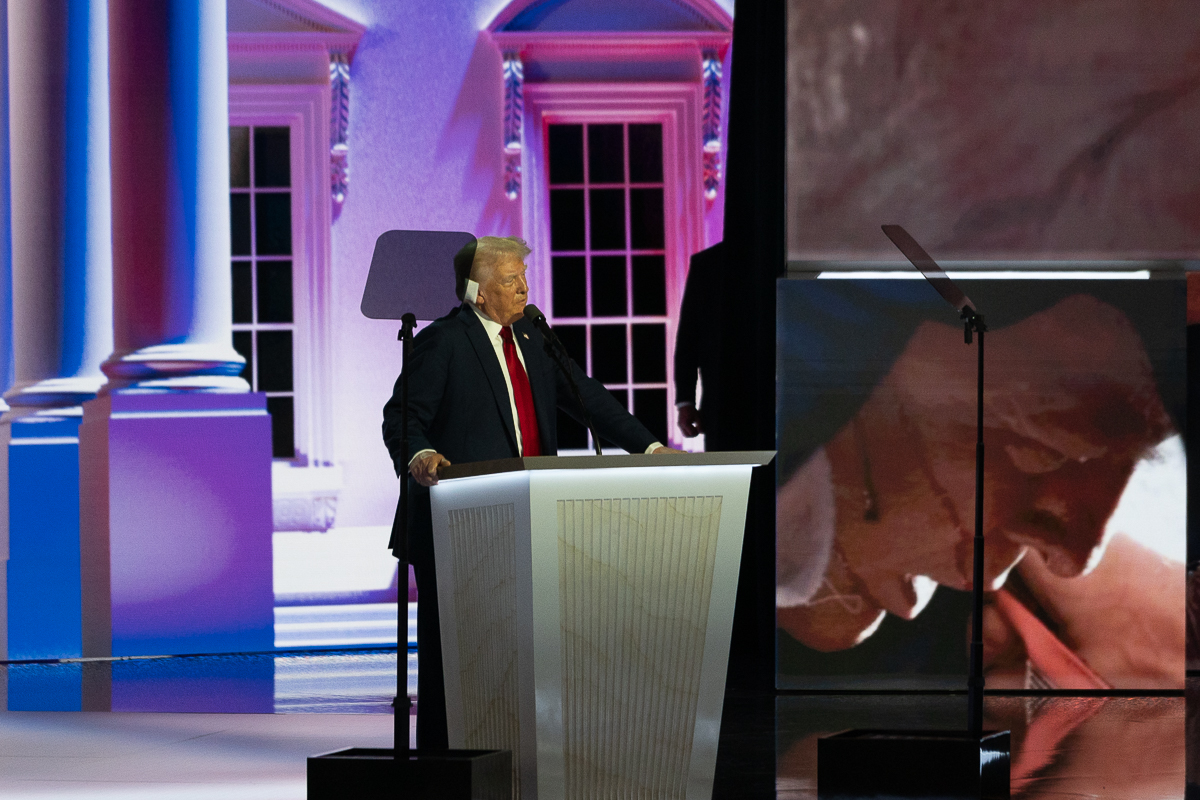
Трамп произносит речь на съезде партии 18 июля.

15 июля 2024 года на национальном съезде Республиканской партии Дональд Трамп официально стал кандидатом в президенты США, своим вице-президентом он объявил сенатора-республиканца от штата Огайо Джей Ди Вэнса.
17 июля 2024 года Джей Ди Вэнс официально представил себя республиканцам в качестве кандидата на пост вице-президента. По данным СМИ, он критиковал крупные корпорации, поддерживал профсоюзы, а также выступает против поддержки Украины в войне с Россией, что делает его оппозиционером по отношению к Белому Дому и лидерам республиканцев в сенате.

## Право на участие
Право Трампа баллотироваться на пост президента в 2024 году определяются Конституцией США, а именно двумя поправками —  14-й и 22-й. Некоторые ученые утверждают, что, хотя Трампу неоднократно предъявлялись обвинения, ни эти обвинения, ни возможные последующие обвинительные приговоры не лишат его права стать президентом.

### Решения отдельных штатов
В декабре 2023 года в суды 16 штатов поступили иски с требованием запретить Трампу участвовать в предстоящих выборах Президента США.
Первым рассмотрел иск Верховный суд штата Колорадо, который 19 декабря 2023 года постановил, что Трамп не имеет права занимать государственные должности, в том числе, быть Президентом, и исключил его имя из избирательного бюллетеня первичных выборов республиканцев в Колорадо. 27 декабря в ответ на это Республиканская партия подала апелляцию в Верховный суд США.
28 декабря 2023 года штат Мэн вслед за Колорадо запретил Трампу участвовать в первичных выборах. Госсекретарь штата Шенна Беллоуз в своем постановлении заявила, что Трамп «участвовал в восстании или мятеже» и что его «эпизодические заявления о том, чтобы участники беспорядков были мирными и поддерживали правоохранительные органы, не оправдывают его действия». Спикер Палаты представителей США республиканец правого толка и один из ближайших соратников Трампа Майк Джонсон выразил мнение, что решение властей штата принято по политическим мотивам и будет отменено Верховным судом США.
4 марта 2024 года Верховный суд США отменил решение Верховного суда Колорадо, указав в своём вердикте, что суды отдельных штатов в принципе не имеют права ограничивать участие кандидатов в федеральных выборах.